# Centre du patrimoine arménien de Valence
Le Centre du patrimoine arménien, ou Cpa ,est un équipement culturel de Valence Romans Agglo installé dans l’ancienne faculté de Droit de la ville de Valence, dans la Drôme.
À partir de l'exemple de la diaspora arménienne, ce lieu original, inauguré en 2005, et agrandi en 2018, évoque plus largement l’histoire des peuples et des cultures et aborde des notions clés universelles telles que les migrations, le vivre ensemble et les grands enjeux de notre temps. Il se veut avant tout une institution citoyenne ouverte sur le XXIe siècle et accessible à tous les publics. Tout au long de l'année, sa programmation propose des visites, des rencontres, des conférences, mais aussi des animations pour le jeune public et le public familial.
Le Cpa a pour objectifs de :
- Faire connaître l'histoire de la diaspora arménienne en la mettant en perspective avec celle des autres migrations contemporaines
- Lutter contre toutes les formes de discriminations et à ce titre, éduquer au vivre ensemble
- Décrypter l'actualité internationale relative à la mémoire des peuples et aux conflits contemporains
- Contribuer à faire évoluer la recherche et à diffuser les connaissances

## L'exposition permanente
L'exposition permanente du Cpa réunit petite et grande histoire autour du génocide et de l'exil des Arméniens, à travers une mise en scène touchante et immersive. En 2018, le parcours de visite a fait l'objet d'une rénovation. Il a été enrichi de nouveaux multimédias interactifs et son contenu a été entièrement actualisé. Une installation contemporaine de Michka Anceau guide le visiteur à l'orée de l'exposition.
Sensible et immersif, le parcours de visite présente plus de 2000 documents d’archives. Des origines du peuple arménien à son exil hors de ses terres historiques, la scénographie guide le visiteur jusqu'à la vallée du Rhône.
À partir de cette histoire, des focus thématiques intégrés dans chacune des étapes donnent à l'exposition une approche universelle. De nombreux médias rythment la visite et lui donnent un caractère sensible : films, dispositifs numériques interactifs, témoignages sonores, cartes et modules à manipuler…

## Les expositions temporaires
Outre l'exposition permanente, les saisons culturelles du Cpa proposent plusieurs expositions temporaires par an. La photographie contemporaine occupe une place privilégiée dans la programmation, mais des expositions historiques et archivistiques sont également régulièrement présentées. Elles sont l'occasion d'élargir les thématiques du lieu et de couvrir des sujets variés à la portée universelle.

## La programmation culturelle
Tout au long de l'année, Le Cpa propose de nombreux rendez-vous culturels : visites, conférences, concerts, spectacles, ateliers, etc. Il est doté d'un auditorium et d'une salle pédagogique lui permettant de proposer des formats d'animation variés et adaptés à tous les publics.

## Le label Ethnopôle
En février 2018, Le Cpa a présenté avec succès un dossier de candidature devant le Comité ministériel du patrimoine ethnologique et immatériel, afin d’obtenir le label ethnopôle "Migrations, Frontières, Mémoires".
Il vise à interroger la dynamique des mouvements migratoires passés et présents, qu'ils soient imposés ou choisis, temporaires ou définitifs, du village vers la métropole, au-delà des frontières nationales, et ce jusqu'à l'échelle intercontinentale.
Créée par le ministère de la Culture, l’appellation «Ethnopôle » valorise des institutions culturelles conduisant une politique d’excellence en matière de recherche ethnologique, d'information et d'action culturelle, autour d’une thématique originale et d’intérêt national.
L’ethnopôle "Migrations, Frontières, Mémoires" est le dixième labellisé en France.

## Partenaires
Le Cpa fait partie des membres fondateurs du Réseau Memorha. L'association Les Amis du Cpa soutient également ses actions.